# Dominic Howard
Dominic James »Dom« Howard, angleški bobnar, * 7. december 1977.
Howard je angleški glasbenik, najbolj znan kot bobnar, tolkalist in ko-producent pri skupini Muse. Prispeva tudi k elektronskim elementom skupine.

## Zgodnje življenje
Howard se je rodil leta 1977 v Stockportu v Angliji. Ko je bil star osem let so se z družino preselili v Teignmouth, majhno mesto v Devonu. Bobne je začel igrati pri 12. letu starosti, ko ga je navdihnila jazz skupina ki je igrala v šoli, ki jo je obiskoval.
Howardov prvi band se je imenoval Carnage Mayhem, medtem ko je bil v tem bandu pa se je spoprijateljil z Matthewom Bellamyjem, ki je igral kitaro vendar še ni bil v skupini. Kmalu zatem je Bellamy dobil priložnost igrati kitaro v njegovi skupini. Po dveh letih zapuščanj članov skupine sta ostala le Bellamy in Howard, Bellamy pa je predlagal da začneta pisati lastne pesmi. Za vlogo basista sta vprašala Chrisa Wolstenholma, ki je takrat igral bobne v skupini Fixed Penalty. Wolstenholme je sprejel ponudbo in je tako začel igrati bas. Tako je v prvih mesecih leta 1994 nastala skupina Gothic Plague, ki so jo kasneje preimenovali v Rocket Baby Dolls in še kasneje v Muse.

## Osebno življenje
Preden se je pridružil skupini Muse je Howard delal kot asistent v šolski kantini, kasneje pa je v manjši tovarni pakiral majice skupine Spice Girls.
Leta 2004, ko so Muse imeli nastop na festivalu Glastonbury je na koncert prišel tudi Howardov oče ki je kmalu po koncertu umrl zaradi zastoja srca. Skupina je odpovedala nastope v prihajajočih mesecih ter prosila vse oboževalce naj spoštujejo zasebnost Howardove družine in prijatelljev.
Howard je nekaj let živel v Franciji, trenutno pa živi v Los Angelesu.
Howard je v intervjuju leta 2008 dejal da če bi lahko spoznal katerokoli znano osebnost bi bil to Jimi Hendrix, saj je imel tudi sam psa z imenom Hendrix. Znan pa je tudi kot velik fan skupine Queen.
Dom je tudi levičar. Kot je povedal leta 2015 v intervjuju mu je zaradi tega bilo lažje igrati prve nastope skupine, ko so si bobne morali deliti z ostalimi skupinami, saj je Howard lahko uporabljal kar svoje bobne zaradi konfiguracije.
Leta 2008 je Howard skupaj z Wolstenholmom in Bellamyjem dobil časten doktorat Univerze v Plymouthu.

## Drugi projekti
Poleg igranja bobnov skupini Muse je Howard leta 2012 sodeloval tudi s prijateljema Andyjem Burrowsom in Tomom Odellom pri nastajanju pesmi za angleško božično risanko in film The Snowman and The Snowdog, z imenom Light the Night.
Leta 2011 in 2012 je bil član super-skupine Vicky Cryer, v kateri je igral bobne z Alexom Carapetisom (Wolfmother, Julian Casablancas + The Voidz), v skupini pa so bili tudi Jeff Kite (Beat Club), Jason Hill (Louis XIV), Mark Stoermer (The Killers), Nick Fyffe (Jamiroquai), Ray Suen (Flaming Lips) in Sam Gendel.